# Джеб-Рамла (нохія)
Джеб-Рамла (араб. ناحية جب رملة‎‎) — нохія у Сирії, що входить до складу району Масьяф провінції Хама. Адміністративний центр — м. Джеб-Рамла.
| Сирія | Це незавершена стаття з географії Сирії. Ви можете допомогти проєкту, виправивши або дописавши її. |